# غليداتسي
غليداتسي (بالبلغارية: Гледаци)‏ قرية تقع إدارياً ضمن مقاطعة غابروفو في بلغاريا. ويبلغ عدد سكانها 80 نسمة حسب تعداد 15 مارس 2015. تعتمد غليداتسي للبريد على الرمز البريدي 5345.